# Engelbert II van der Mark
Engelbert II van der Mark (overleden op 18 juli 1328) was van 1299 tot aan zijn dood graaf van Arenberg en van 1308 tot aan zijn dood graaf van Mark. Hij behoorde tot het huis Van der Mark.

## Levensloop
Engelbert II was een zoon van graaf Everhard I van der Mark uit diens tweede huwelijk met Maria, dochter van graaf Arnold V van Loon. 
Op 25 januari 1299 huwde hij met Mathilde (overleden in 1328), dochter van graaf Johan van Arenberg. Na de dood van zijn schoonvader werd hij in 1299 graaf van Arenberg. In 1308 volgde hij zijn vader tevens op als graaf van Mark, een functie waarin hij diens beleid voortzette. Om zijn machtspositie te kunnen handhaven, moest Engelbert II echter de confrontatie aangaan met de Keulse aartsbisschop Hendrik II van Virneburg, die over het nabijgelegen hertogdom Westfalen heerste, en bisschop Lodewijk II van Münster. Deze werd in 1323 door de graaf gevangengenomen en na de betaling van een hoge som losgeld vrijgelaten. In dezelfde periode, tijdens de Rooms-Duitse troonstrijd tussen Frederik van Habsburg en Lodewijk IV van Beieren, steunde hij samen met de Keulse aartsbisschop Frederik, maar later wisselde hij van alliantie en werd Engelbert II een bondgenoot van Beieren. Hierdoor bracht hij de positie van de aartsbisschop zodanig in gevaar, dat die laatste om een wapenstilstand moest smeken.
Engelbert II gold ook als een bevorderaar voor de ontwikkeling van Bochum, maar hij gaf de stad geen stadsrechten. De graaf stierf in juli 1328, waarna zijn domeinen werden opgedeeld: zoon Adolf II werd graaf van Mark en zoon Everhard I erfde het graafschap Arenberg.

## Nakomelingen
Engelbert II en zijn echtgenote Mathilde van Arenberg kregen volgende kinderen:
- Adolf II (overleden in 1347), graaf van Mark
- Engelbert III (overleden in 1368), bisschop van Luik en aartsbisschop van Keulen
- Everhard I (overleden in 1387), graaf van Arenberg
- Mathilde
- Irmgard (overleden in 1360), huwde rond 1323 met heer Otto van Lippe
- Catharina (overleden in 1360)
- Margaretha
- Richardis